# Olidata
Olidata S.p.A. è un'azienda italiana che opera nel settore dell'ICT con sede a Roma.
Nata a Cesena e protagonista negli anni Ottanta della prima ondata informatica, ha poi avuto un periodo di appannamento fino ad essere messa in liquidazione. È rinata nel 2018 con un accordo di partnership con Medion AG (gruppo Lenovo), con l'obiettivo di specializzarsi in tre campi: internet delle cose, cloud computing, sicurezza informatica. I suoi mercati di riferimento sono la pubblica amministrazione e la piccola e media impresa.
La società, quotata alla Borsa Italiana, è stata sospesa a tempo indeterminato nel 29 marzo 2016 e riammessa alle negoziazioni il 3 aprile 2023.

## Storia

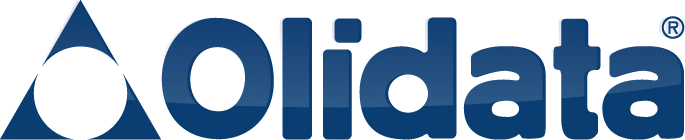
Vecchio logo di Olidata

Olidata nasce il 29 aprile 1982 a Cesena, in Romagna, fondata da Carlo Rossi e da Stefano Savini come software house specializzata nella produzione di pacchetti applicativi nel settore contabile e amministrativo. Fin da subito l'azienda si impone all'attenzione del mercato grazie all'introduzione del pacchetto "PICAM", un software di gestione di dati contabili che rappresenta una vera e propria rivoluzione rispetto alla filosofia "Batch" utilizzata dalle procedure dell'epoca, al punto che l'Olivetti lo adotta per tutta la sua rete di distribuzione.
Un anno dopo Olidata intraprende l'attività di "system integrator", producendo e commercializzando la sua prima gamma di personal computer. Nel 1990 entra nella Gdo con la sua linea prodotti e opera nel settore pubblico e privato. Nel 1999 Olidata viene quotata alla Borsa di Milano.
Dal 2004 si espande nei mercati esteri: Germania, Spagna, Paesi Bassi, Inghilterra, Cile, Perù, Uruguay e Nord Africa. Nel 2010 il pacchetto di maggioranza della società viene acquistato da Acer, multinazionale taiwanese dell'informatica. Nel dicembre 2010 la guida dell'azienda è affidata a Marco Sangiorgi, direttore generale del gruppo e nipote del cofondatore Carlo Rossi. Nel 2013 viene lanciato il progetto ICT in a BOX tramite la commerciale Data Polaris specializzata nel noleggio di dotazioni tecnologiche alle Pmi.
Nel giugno 2014 si registra una nuova svolta nella compagine azionaria di Olidata: la società Le Fonti Capital Partner S.r.l. dell'imprenditore forlivese Riccardo Tassi acquisisce la maggioranza relativa dal colosso taiwanese Acer. Tassi, allora presidente del gruppo, esperto nel settore delle energie rinnovabili, favorisce in Olidata, già in difficoltà, la nascita della nuova divisione aziendale Olidata Energy, dedicata a innovativi progetti e soluzioni di efficientamento gestionale integrato per PA e Pmi.
Il 25 marzo 2016 il consiglio di amministrazione dispone la liquidazione della società che viene affidata a Riccardo Tassi e conseguentemente dal 29 marzo è sospesa a tempo indeterminato dalla quotazione in Borsa.
Dopo un lungo lavoro di risanamento svolto da Riccardo Tassi e concretizzatosi nel dicembre 2017 con il perfezionamento di 207 accordi stragiudiziali, l’assemblea dei soci del 13 aprile 2018 delibera la revoca dello stato di liquidazione trascritta al registro delle imprese il 20 aprile e diventata efficace il 21 giugno dopo la conclusione dell'aumento di capitale da 3,5 milioni di euro. Sempre nel giugno 2018 la società sigla un accordo di partnership con Medion AG (gruppo Lenovo), tra le aziende principali nel settore dell’elettronica di consumo, per operare sia nel suo mercato tradizionale, che di co-sviluppare e indirizzare soluzioni e piattaforme per il mercato IoT, volendo diventare una piattaforma di aggregazioni in Europa nel settore dell’internet delle cose. Sempre nello stesso periodo acquisisce Italdata, azienda ingegneristica fondata nel 1974 da Stet e Siemens e specializzata in smartcity e mobilità urbana. Nel settembre 2018 l'azienda riprende l'attività con il notebook Medion distribuito nei punti vendita Eurospin.
Secondo il progetto strategico, l'azienda si concentrerà (anche attraverso acquisizioni) in tre campi: internet delle cose, cloud computing, sicurezza informatica. L'incarico di amministratore delegato è affidato nel luglio 2018 ad Alessandra Todde, ex partner di Kaufmann; si dimette dall'incarico nell'aprile 2019 perché candidata alle elezioni europee per il M5S nel collegio Sardegna-Sicilia. Non sarà eletta ma sarà nominata nel settembre 2019 sottosegretario allo sviluppo economico nel Governo Conte II.
Il 10 gennaio 2020 l'assemblea straordinaria degli azionisti ha deliberato di attribuire al Consiglio di Amministrazione la facoltà di aumentare il capitale a pagamento (in una o più volte) fino a 7 milioni di €.
A luglio 2022 il Tribunale di Forlì ha pubblicato il decreto di omologa del concordato preventivo in continuità aziendale predisposto da Riccardo Tassi con l'assistenza degli Advisor PricewaterhouseCoopers e dello Studio Legale Di Gravio Avvocati Associati.
Ad agosto 2022, in esecuzione al piano concordatario avviene l'approvazione con l’assemblea dei soci di un aumento di capitale misto riservato (in natura e denaro), fino a un importo massimo di 10 milioni di euro, per realizzare un’operazione di concambio con la romana Sferanet srl; con questa operazione, Cristiano Rufini, a capo della stessa Sferanet, è diventato il maggior azionista di Olidata.
Il 25 novembre 2022 è stato nominato Presidente del Consiglio di Amministrazione di Olidata Cristiano Rufini. Il 3 aprile 2023 Borsa Italiana ha disposto la riammissione alle negoziazioni delle azioni di Olidata S.p.A. sul mercato EURONEXT MILAN.
Il 18 luglio 2025, La Virtus Bologna ufficializza Olidata come sponsor in LBA per la stagione 2025/26.

## Controversie e procedimenti giudiziari
Indagine su appalti. In ottobre 2024 viene arrestato in flagranza di reato il direttore generale di Sogei, Paolino Iorio, nell’ambito di una vasta indagine relativa a tangenti su appalti che coinvolgerebbe anche Olidata. Viene perquisita la sede aziendale e Rufini, che risulta indagato,  dichiara trasparenza dell’operato aziendale e confidenza nella magistratura. L’amministratore delegato dispone un audit interno. Le indagini riguardano anche la presenza di soci occulti di Olidata.